# Bardonecchia
Bardonecchia – miejscowość i gmina we Włoszech, w regionie Piemont, w prowincji Turyn. Według danych na rok 2004 gminę zamieszkuje 3037 osób, 23 os./km². W Bardonecchii znajduje się południowy wylot kolejowego Tunelu Fréjus - zbudowanego w latach 1857–1870, a oddanego do eksploatacji 17 września 1871 r., pierwszego w historii wielkiego tunelu pod Alpami.
23 lutego 2006 w Bardonecchii rozegrano olimpijski konkurs snowboardowy, w którym Jagna Marczułajtis zajęła 17. miejsce.

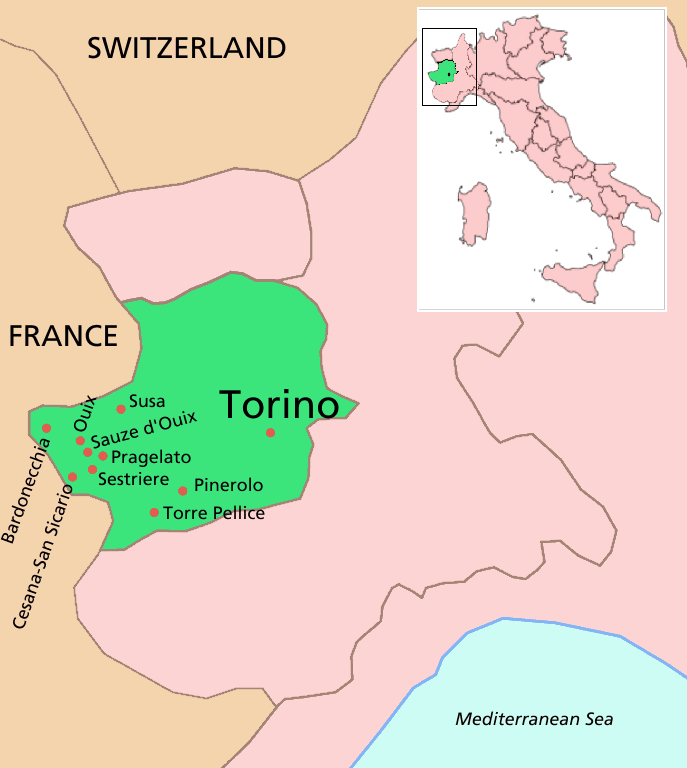
Mapa okolicy
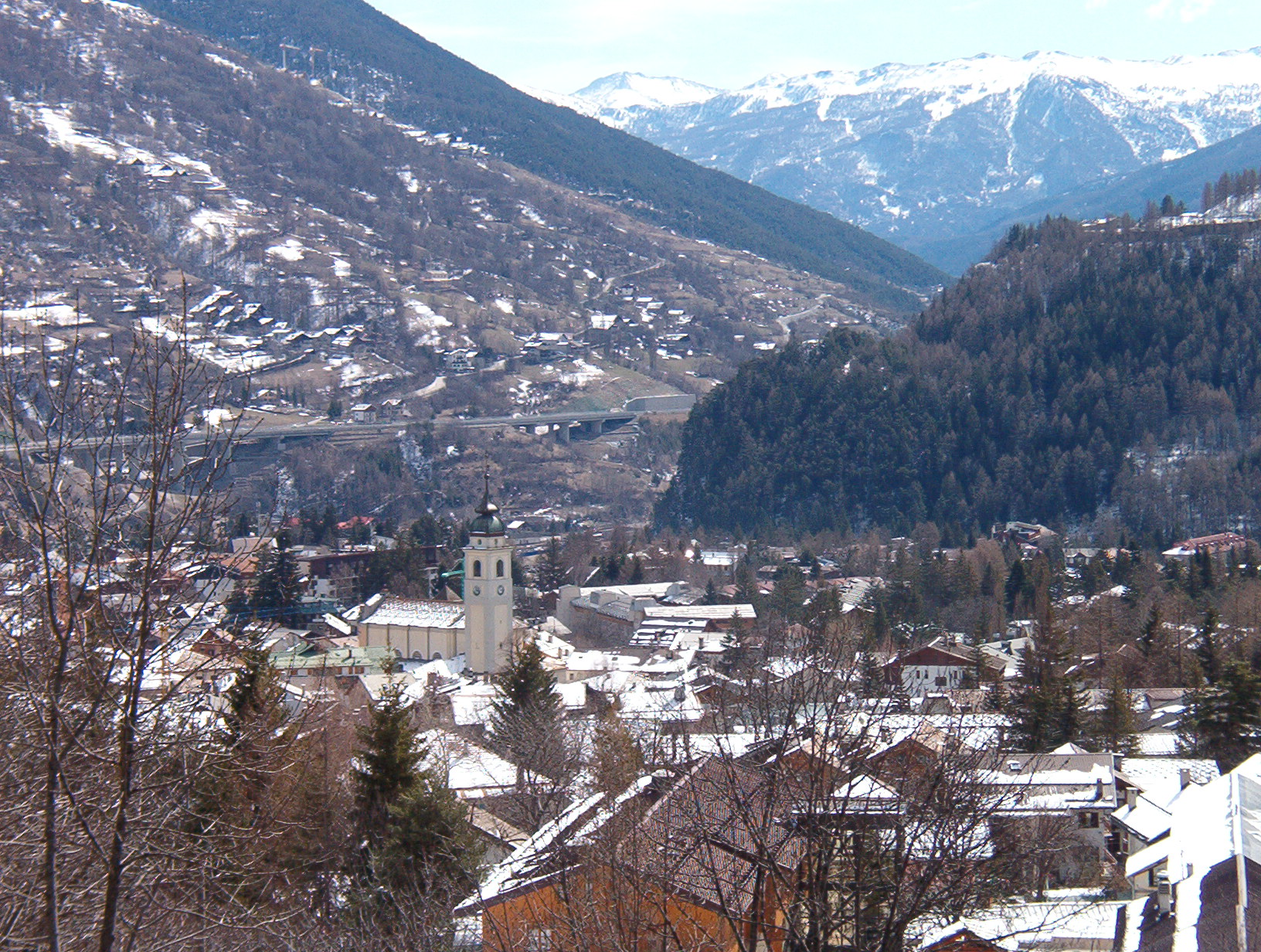
Bardonecchia
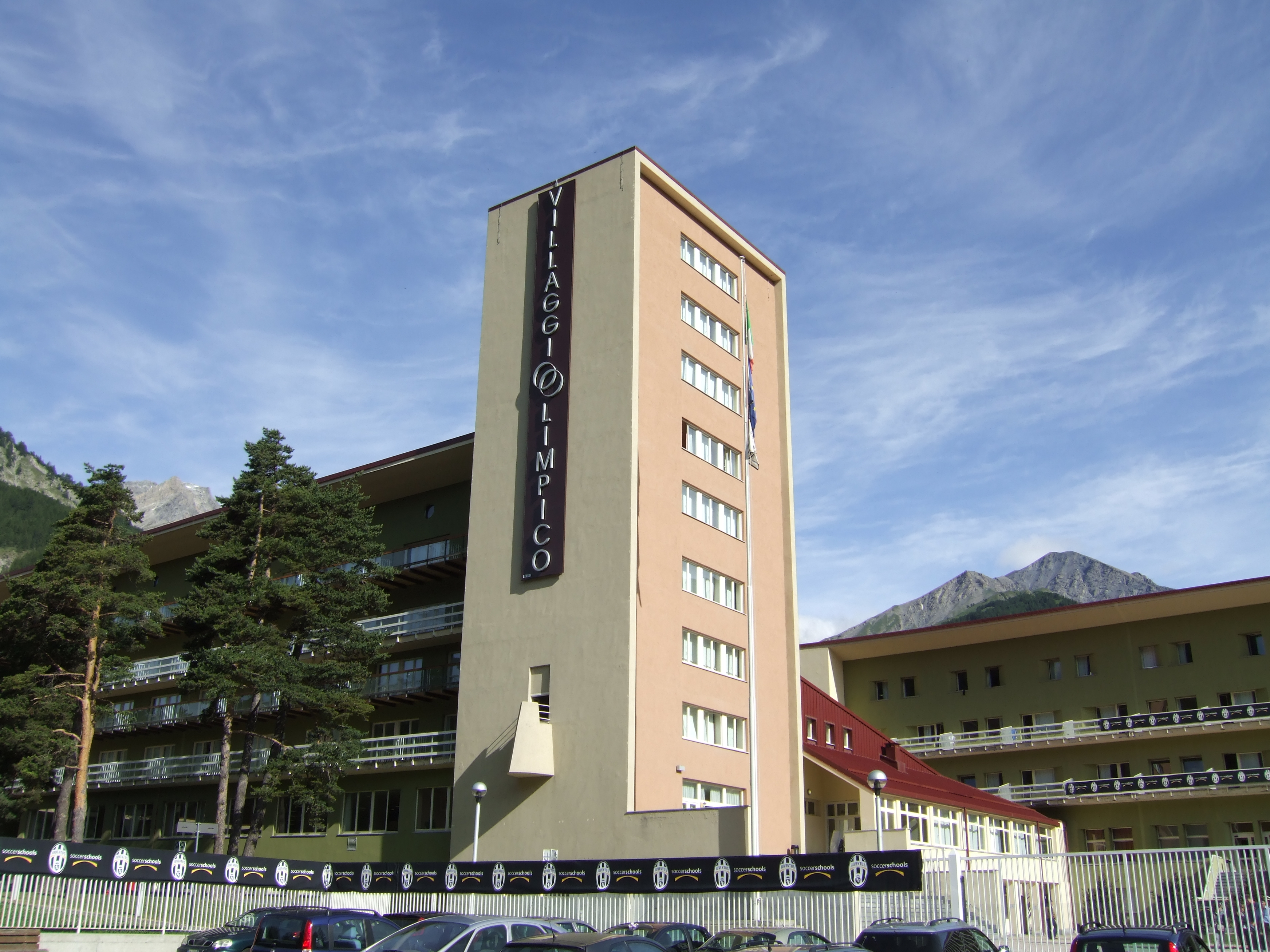
Część wioski olimpijskiej